# Biologische methanisering

Structuurformule van methaan

Biologische methanisering, ook microbiologische methanisering genoemd, is een omzettingsproces waarbij met behulp van gespecialiseerde micro-organismen (archaea) binnen een technisch systeem methaan wordt gegenereerd. Dit proces kan bijvoorbeeld worden toegepast in een power-to-gas systeem om biomethaan te produceren. Biologische methanisering wordt beschouwd als een belangrijke opslagtechnologie voor hernieuwbare energie in het kader van de energietransitie.
Biologische methanisering bevat het principe van de zogenaamde methanogenese, een specifieke, anaërobe metabolische route waarbij waterstof en koolstofdioxide worden omgezet in methaan. Naar analogie met het biologische proces bestaat er een chemisch-katalytisch proces, ook wel Sabatierreactie genoemd.

## Historische context
De Nederlandse microbioloog Wierenga publiceerde in 1936 over de bacterie Clostridium aceticum die moleculair waterstof en koolstofdioxide omzet in azijnzuur.
{\displaystyle \mathrm {4\;H_{2}+2\;CO_{2}\rightarrow CH_{3}COOH+2\;H_{2}O} }
Dit proces wordt hydrogenotrofe acetogenese genoemd. Het gevormde azijnzuur wordt vervolgens door andere micro-organismen weer omgezet in methaan. Ten tijde van het onderzoek van Wierenga werd er al vermoed dat er ook bacteriën bestaan die op directe wijze waterstof en koolstofdioxide om kunnen zetten in methaan. Dit proces wordt hydrogenotrofe methanogenese genoemd.

## Functioneel principe
Talrijke en veel voorkomende micro-organismen binnen het domein Archaea zetten de verbindingen waterstof (H2) en koolstofdioxide (CO2) via enzymatische weg om in methaan. De daarbij relevante stofwisselingsprocessen verlopen onder strikt anaerobe omstandigheden en in een waterige omgeving. 
{\displaystyle \mathrm {4\;H_{2}+CO_{2}\rightarrow CH_{4}+2\;H_{2}O} \qquad \Delta G^{\circ }=-136{,}0\,{\frac {\mathrm {kJ} }{\mathrm {mol\,CH_{4}} }}}
Geschikte archaea voor dit proces zijn zogenaamde methanogenen met een hydrogenotrofisch metabolisme. Deze methanogenen zijn van nature aangepast aan verschillende anaërobe omgevingen. Ze groeien het best in waterige, anoxische omstandigheden met minimaal 50% water en een redoxpotentiaal van minder dan -330 mV. Methanogenen geven de voorkeur aan licht zure tot alkalische leefomstandigheden en worden aangetroffen in een opvallend breed temperatuurbereik van 4 tot 110 ° C.

## Mogelijke toepassingen van biologische methanisering
Biologische methanisering kan worden toegepast in bestaande biogasinstallaties. Het door vergisting ontstane CO2 wordt dan in combinatie met waterstof omgezet in methaan. Dit kan leiden tot een toename in groengasproductie met ca. 50 procent. Tevens neemt de kwaliteit dan toe door een lager CO2 gehalte en een hoger methaan gehalte. Een andere mogelijkheid is biologische methanisering uit te voeren in een reactorvat onder druk (in-situ-proces). Druk zorgt voor een betere oplosbaarheid van waterstof en dus voor een gemakkelijkere omzetting in methaan door micro-organismen.  Een mogelijke reactorconfiguratie kan  autogeneratieve hogedrukgisting (AHPD) zijn. Onderzoek in Korea heeft aangetoond dat op deze manier >90% CH4, 180 MJ/m3 biogas kan worden geproduceerd. 